# Lord-Derby-Dornschwanzhörnchen

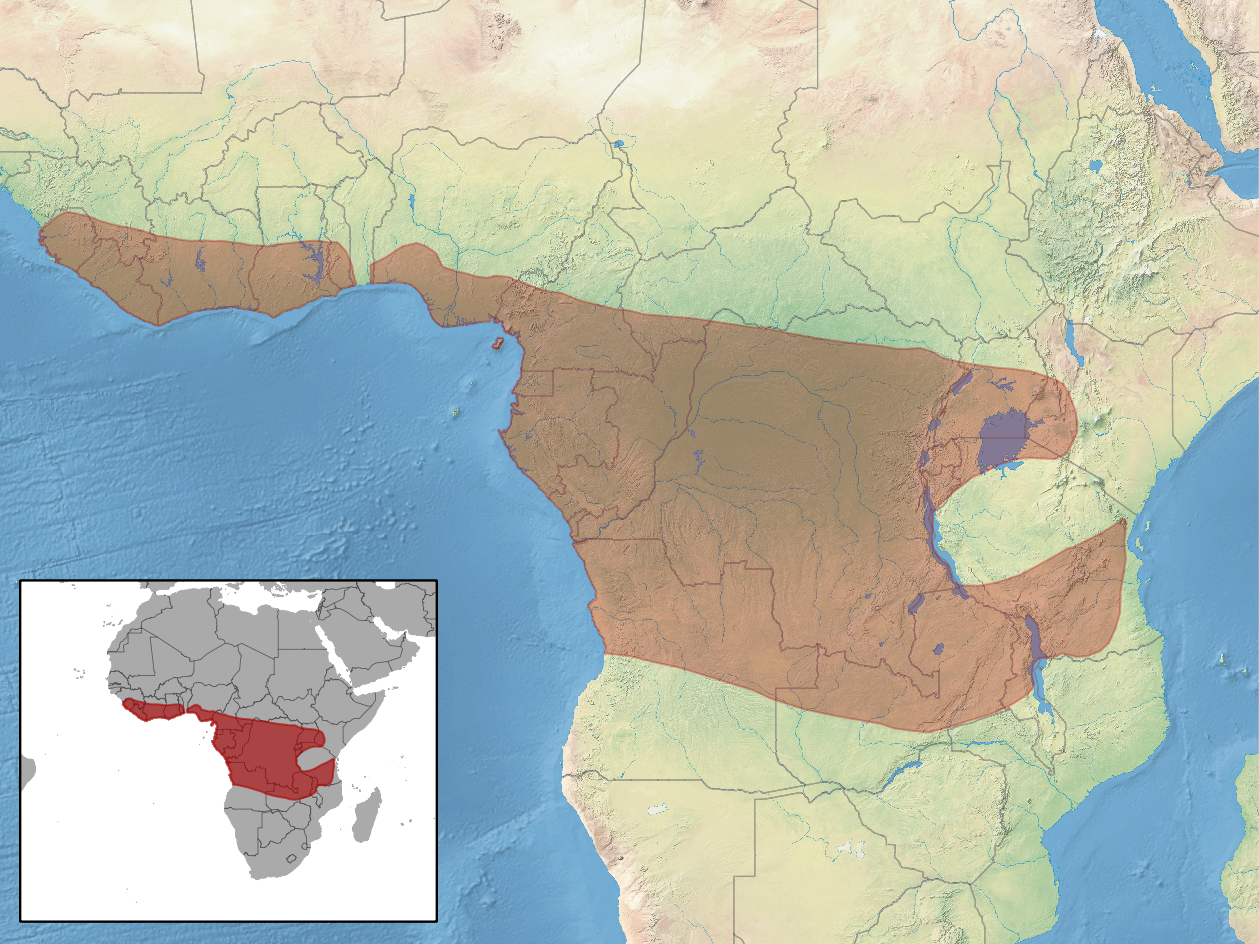
Verbreitungsgebiet des Lord-Derby-Dornschwanzhörnchens

Das Lord-Derby-Dornschwanzhörnchen oder Derbys Dornschwanzhörnchen (Anomalurus derbianus) ist ein in West- und Zentralafrika verbreitetes Nagetier in der Gattung der Echten Dornschwanzhörnchen. Nach der Erstbeschreibung durch John Edward Gray im Jahre 1843 wurden mehrere Populationen der Art als neue Taxa beschrieben. Da keine dieser Populationen Anerkennung als Unterart fand, gelten die Taxa als Synonyme.

## Merkmale
Mit einer Kopf-Rumpf-Länge von 283 bis 379 mm, einer Schwanzlänge von 227 bis 327 mm und einem Gewicht von 580 bis 605 g ist die Art ein sehr großes Dornschwanzhörnchen. Die Länge der Hinterfüße beträgt 51 bis 64 mm und die Ohren sind 36 bis 47 mm lang. Die Haare des langen Fells sind an der Wurzel dunkelgrau und danach grau, braun oder rotbraun. Einige Haare besitzen schwarze oder silbrige Spitzen, was ein gesprenkelt glänzendes Aussehen erzeugt. Die Unterseite ist durch dichtes Haar gekennzeichnet, das weiß, hellgrau oder gelblich ist. Wie andere Familienmitglieder besitzt die Art eine Gleitmembran die mit kürzerem Fell bedeckt ist. Typisch für den Kopf sind eine runde Form, große Augen mit einer umgebenden dunklen Augenmaske, eine zugespitzte Schnauze und lange ovale Ohren, die bis auf einen schwarzen Saum an der Basis keine Haare tragen. Die vier Finger der Vorderpfoten und die fünf Zehen der Hinterfüße sind mit gebogenen Krallen ausgerüstet. Schwarze Borsten bedecken die Krallen der Hinterfüße. Der Schwanz trägt im vorderen Teil kurze helle Haare und an der Spitze eine schwarze Quaste mit langen Haaren. Die paarig angeordneten Zitzen der Weibchen befinden sich auf der Brust.

## Verbreitung
Das Lord-Derby-Dornschwanzhörnchen bewohnt einen breiten Streifen entlang der westafrikanischen Küste vom Süden Guineas und von Sierra Leone bis nach Nigeria. Anschließend reicht die nördliche Grenze des Verbreitungsgebiets von Kamerun über die südliche Zentralafrikanische Republik bis nach Kenia. Im Süden erreicht die Art Angola, Sambia und Tansania. Dieses Nagetier lebt auf Bioko, doch es gibt keine Funde aus Benin. Die Exemplare halten sich im Flachland und im Gebirge bis 2400 Meter Höhe auf. Dieses Dornschwanzhörnchen bevorzugt dichte Wälder und besucht gelegentlich die Waldsavanne Miombo.

## Lebensweise
Wie andere Gattungsvertreter ist die Art zwischen Abend- und Morgendämmerung aktiv. Die Exemplare ruhen am Tage dicht an einem Baumstamm gepresst in 8 bis 25 Meter Höhe über dem Grund. Dabei halten sie sich mit den Krallen und mit den Schuppen der Schwanzunterseite fest. Obwohl das Fell eine sehr gute Tarnung erzeugt, werden sehr offene Stellen gemieden. Manchmal dienen Baumhöhlen als Versteck. Für ein Weibchen wurden mehrere permanente und temporäre Nester registriert. Das Lord-Derby-Dornschwanzhörnchen kann bis zu 100 Meter von einem Ast zu einem tiefer gelegenen Ast eines anderen Baums gleiten. Beim Start wird meist ein kurzer Sprung nach oben ausgeführt. Während des Fluges erfolgen keine schwingenden Bewegungen der Flughaut. Um an Nahrung zu kommen oder um einen besseren Startplatz zu erhalten, nagen die Exemplare Rinde und kleinere Äste ab. Die großen Ohren lassen vermuten, dass das Gehör eine wichtige Rolle bei der Wahrnehmung der Umgebung spielt.
Die Nester werden vorwiegend von einem Exemplar genutzt und selten treten Gruppen mit bis zu drei Mitgliedern auf, die vermutlich aus Paaren oder Müttern mit älteren Jungtieren bestehen. Selten teilen die Tiere Baumhöhlen mit anderen Dornschwanzhörnchen oder Fledermäusen. Ein Weibchen hat eine Reviergröße von 3,3 Hektar.

### Ernährung
Die Nahrung besteht ausschließlich aus Pflanzenteilen wie Blätter, Blumen, Früchten, Baumsäften und weichen Teile der Baumrinde. Das Lord-Derby-Dornschwanzhörnchen hält sich von Bäumen, die Naturkautschuk absondern, fern. Mit der Nahrung gelangen auch wenige Ameisen oder Termiten in den Magen.

### Fortpflanzung
Die vorhandenen Daten lassen vermuten, dass Nachkommen in der Regenzeit geboren werden, so dass sie zu Beginn der Trockenzeit ausgewachsen sind. Während der Trächtigkeit ist die Vagina des Weibchens mit einem harten Stöpsel verschlossen. Ein Wurf besteht meist aus einem Neugeborenen und selten aus Zwillingen oder Drillingen. Jungtiere sind bei Geburt gut entwickelt mit offenen Augen und Fell.

## Gefährdung
Gelegentlich fallen Individuen Adlern oder der Diademmeerkatze zum Opfer. Im Osten der Demokratischen Republik Kongo werden einzelne Exemplare getötet, um an den würzigen Mageninhalt zu kommen.
Für wenige Populationen wirken sich Waldrodungen negativ aus. Wenige Exemplare werden in der traditionellen Medizin genutzt. Die IUCN listet das Lord-Derby-Dornschwanzhörnchen als nicht gefährdet (least concern), da das Verbreitungsgebiet und die Gesamtpopulation groß sind und da die Art in mehreren Schutzgebieten vorkommt.